# دوا رایای دوم
دوا رایای دوم (به انگلیسی: Deva Raya II)، (ر. 10 فوریه 1423– مه 1446 پس از میلاد) از قوم یدوه، یک امپراتور از امپراتوری ویجایاناگارا بود. از بزرگترین حاکمان سلسله سنگما بود، او یک مدیر، جنگجو و دانشمند توانا بود. او آثار معروفی را در زبان کنادا ("Sobagina Sone" و "Amaruka") و زبان سانسکریت ("Mahanataka Sudhanidhi") تألیف کرد.